# 레우코미움과
레우코미움과(Leucomiaceae)는 기름종이이끼목에 속하는 이끼과의 하나이다. 털깃털이끼과 또는 기름종이이끼과로 분류하기도 한다.

## 하위 속
- Leucomium - 털깃털이끼과로 분류하기도 함.
- Rhynchostegiopsis - 기름종이이끼과로 분류하기도 함.
- Tetrastichium - 기름종이이끼과로 분류하기도 함.